# 731 Sorga
Sorga (asteróide 731) é um asteróide da cintura principal com um diâmetro de 41,78 quilómetros, a 2,5834404 UA. Possui uma excentricidade de 0,1358129 e um período orbital de 1 887,92 dias (5,17 anos).
Sorga tem uma velocidade orbital média de 17,22651385 km/s e uma inclinação de 10,70687º.
Esse asteróide foi descoberto em 15 de Abril de 1912 por Adam Massinger.